# بيسبول (لعبة فيديو 1983)
بيسبول (باليابانية: ベースボール) (بالإنجليزية: Baseball)‏ ، هي لعبة فيديو من إنتاج شركة نينتندو اليابانية سنة 1983م، وهي أول لعبة فيديو رياضية المتعلقة برياضة كرة القاعدة التي أنتجها شركة نينتندو اليابانية.

## وصلات خارجية
- Baseball at NinDB